# 구남중학교 (부산)
구남중학교(龜南中學校)는 대한민국 부산광역시 북구 구포동에 있는 공립 중학교이다.

## 학교 연혁
- 1980년 1월 24일 : 모라여자중학교 설립인가(완성시 30학급)
- 1980년 3월 1일 : 초대 박상현 교장 취임
- 1980년 3월 6일 : 개교 및 제1회 입학식(10학급 680명)
- 1982년 2월 20일 : 교사신축 3차 공사 준공(총교실수 30개, 특별교실 4개, 관리실, 현관)
- 1983년 2월 15일 : 제1회 졸업식(졸업생 672명)
- 1985년 6월 7일 : 특별교실(음악실, 미술실, 생물실) 및 화장실(2실) 준공
- 1999년 3월 1일 : 구남중학교 학교 명칭 변경
- 2007년 3월 1일 : 역사과 교수·학습방법개선 교육부 연구학교 지정(2년)
- 2007년 10월 31일 : 과학2실 현대화, 역사탐구실 및 도서실(꿈샘터) 개관
- 2009년 8월 5일 : 교과교실제 C형 운영학교 지정
- 2014년 11월 21일 : 다목적 강당 및 급식실 착공
- 2015년 12월 23일 : 구남관 개관
- 2017년 3월 1일 : 체육교육거점학교 연구학교 운영(2년)
- 2018년 8월 27일 : 도서관 리모델링 공사(8／27~9／17)
- 2018년 9월 18일 : 도서관 리모델링 재개관
- 2021년 2월 23일 : 교무실 공간 혁신(책상, 캐비닛, 파티션 교체)
- 2025년 2월 10일 : 제43회 졸업식 (99명, 졸업생 총수 17,143명)
- 2025년 3월 1일 : 제20대 장준원 교장 취임
- 2025년 3월 4일 : 제46회 입학 (99명)

## 참고 자료
- 구남중학교 - 한국교육학술정보원 학교알리미